# Ceromya unicolor
Ceromya unicolor là một loài ruồi trong họ Tachinidae.